# 붉평치
붉평치(학명:Lampris guttatus) 또는 붉은 개복치라고도 불리는 어류로 크고 화려한 색을 지녔으며 원양의 깊은 바다에 사는 이악어목(Lampriform)의 붉평치과(Lampridae) 붉평치속(Lampris)의 생물이다.
전 세계에 분포하는 원양어류이며주로 하와이제도나 서아프리카 등지에서 서식하며 지중해 등에서 드물게 발견된다.
붉평치가 주로 서식하는 유역에서는 혼획되는 붉평치의 양이 중요한 상업적 요소를 나타내는 지표로써 사용되나 붉평치 자체는 대상 어종이 되지 않는다. 붉평치 자체는 잡어로 간주되기 때문이다.식자재로서는 주로 하와이의 레스토랑에서 접할 수 있으나 이 또한 주로 하와이에서 행해지는 눈다랑어를 대상으로 하는 주낙 어업이나 그물에서 포획된 것이다.
2005년에는 지중해 등과 같이 붉평치가 흔하지 않은 지역에서 13,322마리나 잡혔는데 이러한 경황은 증가하는 추세이다. 몇몇 학자들은 이러한 결과가 지구온난화 때문이라 생각한다. 다른 중대형 원양어류와 마찬가지로 분포, 상호작용, 생활사, 선호하는 서식지 등에 대해서는 아직 많은 것이 알려지지 않은 상태이다.

## 학명의 어원과 분류
1788년 덴마크의 동물학자 Morten Thrane Brünnich가 이 종에 대하여 기록하였다 속명인 Lampris는 밝게 빛나는 화려한 등의 의미를 지닌 고대 그리스어인 λαμπρός(lampros)에서 유래하였고 guttatus는 물방울 모양의 얼룩이 있는, 반점이 있는 이라는 뜻의 라틴어 guttátus(guttatus)에서 따와 화려하며 여러 개의 반점을 지녔다는 특징에 맞게 지어졌다.
southern opah (학명: L. immaculatus)와 함께 전통적으로는 두 종의 개복치중 한 종으로 인식되었지만 2018년에 시행된 조사에 따르면 널리 분포하는 붉평치는 유전학, 형태학 또는 지느러미나 비늘의 형태적 특징과 양에 관한 수치에 따라 서로 다른 다섯 가지 별개의 그룹으로 이루어져 있음이 밝혀졌다. 그것이 북해와 지중해를 포함한 북동대서양에서 서식하는 붉평치(Lampris guttatus), 지중해를 포함한 아열대 및 따뜻한 온대 북동대서양의 East Atlantic opah(Lampris lauta), 남반구 아열대 및 온대 기후 지역의 southern spotted opah(Lampris australensis), 태평양 중부와 북동부의 smalleye Pacific opah(Lampris incognitus)와 서대서양, 태평양, 인도양의 열대 및 아열대 지역에서 발견되는 bigeye Pacific opah(Lampris megalopsis)이다.

## 설명
붉평치(Lampris guttatus)는 눈에 띄는 특이한 형태와 색깔을 가진 큰 원반 모양의 깊게 용골이 있는 물고기다. 최대 길이는 2m, 최대 무게는 270kg에 이를 수 있습니다. 몸은 전체적으로는 강철같은 푸른색이나 장밋빛의 배를 지녔고 흰 반점이 옆구리에 불규칙적으로 나열되있다.
중앙 지느러미와 짝지느러미들 모두 밝은 주홍색이며 이는 턱 또한 마찬가지이다. 돌출된 커다란 눈은 금빛 노란색 테두리로 둘러싸여 있다. 신체가 미세한 원린으로 덮여 있으며 또한 은색의 진주 같은 빛깔의 구아닌(Guanine:G)으로 된 쉽게 마모되는 코팅으로 덮여 있다.
지느러미의 형태의 경우 수평에 가깝게 나 있는 길고 구부러진 가슴지느러미를 가지고 있으며 꼬리지느러미는 넓게 초승달 형태로 갈라지고, 가장자리는 톱니같이 되어있다.
배지느러미는 가슴지느러미와 유사하게 생겼으나 약간 더 길고 14~17의 뼈대가 존재한다. 등지느러미는 50~55개의 뼈대가 있으며 이는 매우 길게 발달 되어있다. 또한 배지느러미와 유사하게 휘어진 형태이다.
뒷지느러미는 34~41개의 뼈대를 지녔으며 길이는 등지느러미의 짧은 부분의 높이와 유사하다. 두 지느러미는 비슷한 위치에 누를 수 있는 굴곡진 부분을 갖고 있다. 주둥이는 뾰족하며 입은 작고 이빨이 없으며 끝부분으로 나와있다. 측선은 가슴지느러미 위를 넘어 높은 아치형을 그리며 꼬리의 육경(肉莖)부분 까지 뻗어있다.

## 내온성
2015년 5월 붉평치의 체심부전반이 외부온도보다 높게 유지됨이 밝혀졌다. 이러한 특성(전신 내온성)을 지닌 어종은 붉평치가 처음이었다.
붉평치는 가슴지느러미(근육조직이 1cm의 지방층에 의해 분리되어 있음)의 연속적인 움직임으로 추진력을 얻으며 열을 생산한다. 또한 아가미 조직의 혈관구조는 역류 교환을 통한 열교환 방식으로 이를 통해 열을 보존 하도록 배열되어 있는데 이러한 구조를 괴망(라틴어:rete mirabile, 복수:retia mirabilia)이라고 한다. 이러한 기작들은 체심온도를 주위환경보다 5 °C 높게 유지할 수 있게 한다.
체온증가는 생리적 능력을 향상시키고 산소호흡을 활성화해 생존에 이점이 될 것이다. 붉평치는 향상된 호흡능력에 맞춰 높은 HCT(원심분리로 얻어낸 적혈구층의 용적비율 PCV라고도 함)과 비교적 큰 심장, 넓은 아가미의 표면적, 높은 적근 비율을 갖는다. 이러한 적응은 다랑어류나 악상어과(Lamnidae)의 어류와 같이 사냥감을 끈질기게 추적하는 활동을 가능하게 해 사냥능력을 향상을 야기하였을 것이다. 이러한 붉평치의 특징은 특이사례에 해당하는데 이악어목(Lampriform)에 속하는 종들은 보통 매복형 포식자로서 굉장히 게으른 방식을 채택하는 부류이기 때문이다.
이전에도 붉평치는 머리 부위가 나머지 신체 부위보다. 2 °C가량 높은 내온성을 갖는다는 것이 알려졌다. 이러한 특성은 붉평치가 다양한 수심을 거닐 때 노출되는 다양한 범위의 온도에서도 뇌와 눈의 기능을 유지하게 해줄 것이다.
대부분의 어류는 완전히 변온동물이다. 그러나 몇몇의 예외 그러니까 예를 들어 악상어류나 다랑어류와 같은 어류들은 국부적인 내온성을 지니도록 진화해 채심부의 온도를 더 따뜻하게 유지한다. 이러한 내온성을 지닌 어류 대부분은 괴망이 근육이 추력을 내거나, 내장기관이나
열을 방출하는 데에 적합하도록 배열되어 있다. 그러나 오직 붉평치만이 심장을 포함한 체심부를 따뜻하게 유지하기위해 괴망을 아가미 아치 내부에 지닌다고 알려져 있다.

## 분포와 생태
붉평치는 Grand Banks와 아르젠티나인근 서대서양부터 노르웨이, 그린란드유역과 지중해 그리고 세네갈과 앙골라인근의 동대서양해역과 알래스카만, 캘리포니아 남부 해역이 속하는 동태평양, 따뜻한 수온의 인도양까지 분포하고 간혹 남극해로 건너가는 등 전 세계적으로 분포한다.
일생동안에 중층해역에 속하는 50~500m 깊이의 전 해역을 돌아다니는 것으로 추정되며 점심해(漸深海)로 진출했을 가능성이 있다. 일반적으로 붉평치는 8~22 °C의 수온에서 발견된다. 열대 및 온대 해양에서 서식하는 붉평치의 서식 깊이를 더 잘 이해하기 위해, 중앙 북태평양에서 그들을 꼬리표를 달아 추적하는 연구가 수행되었다. 시간에 따라 위치하는 수심을 밝혀졌으며, 밤에는 50-100m, 낮에는 100-400m 깊이에 사는 것으로 밝혀졌다. 수직 서식지의 깊이는 지역 해양 지리적 조건에 따라 다양했지만 낮 동안에 보이는 패턴은 종 전체에서 유사함이 확인되었다. 붉평치의 내온성이 주는 주요한 이점은 서식하는 깊이에 있다. 기본적으로 온혈동물이기 때문에 서식하는 깊이에서 비교적 먹잇감을 사냥하기 위해 비교적 더 빠르게 움직일 수 있게 된다. 대부분의 포식자들은 그러한 깊은 깊이에서 빠르게 움직일 수 없으므로 매복 외에는 선택지가 없기 때문이다.

## 습성
붉평치의 생애와 발달은 불확실하고 밝혀진 것이 많이 없다. 다만 붉평치는 단독생활을 하기도 하지만 다랑어나 고등어과의 어류와 마찬가지로 군집을 이루기도 한다고 알려졌다. 붉평치는 가슴지느러미를 주로 이용하는 Labriform 방식으로 유영하며 꼬리지느러미와 배지느러미를 부수적으로 이용하여 헤엄치므로 느린 속도로 지속적으로 유영한다. 25cm/s이상의 속도로 유영하며 한 개체는 4m/s의 폭발적인 속도로 헤엄치는 것이 관찰되기도 하였다.
검은망둑어와 같은 다른 대형 원양 시각적 포식자들과 마찬가지로, 그들은 주야 수직 이동을 보인다. 하와이 해안에서 잡힌 것들을 기준으로 보면, 오징어와 새우가 그들의 주요 식량의 대부분을 차지하고 있으며, 작은 물고기도 먹는다. 패타고니아 대륙붕에서 잡힌 것들은 좁은 범위의 먹이를 보여주었는데, 가장 흔한 것은 심해에 서식하는 Onychoteuthid 오징어(Moroteuthis ingens)였다.
봄에 새끼들이 태어나는 것으로 추정되며 플랑크톤과도 같은 붉평치의 유생은 등지느러미와 배지느러미가 없다. 막 부화한 유생은 날씬한 체형에서 굵은 체형으로 두드러진 변화를 겪게 된다. 이 변화는 표준적으로 10.6mm 길이에 이르면 완전하게 이루어진다.